# Стучка, Дора Христофоровна
Дора Христофоровна Стучка (до замужества — Плиекшан) (латыш. Dora Stučka; 27 августа 1870, Калкунская волость, Курляндская губерния, Российская империя — 9 мая 1950, Рига, Латвийская ССР) — латышская переводчица и общественный деятель. Младшая сестра народного поэта Латвии Райниса. Жена и соратник советского политического деятеля Петра Стучки, одного из организаторов латвийской социал-демократии и Компартии Латвии.

## Биография
Родилась в Калкунской волости Иллукстского уезда (ныне Латвия). Её отец арендовал усадьбы, и семье Доры приходилось часто переезжать с места на место.
Летом 1885 года П. Стучка гостил на хуторе отца Плиекшанса в Ясмуйже. Там он познакомился с 16-летней сестрой Яниса Райниса — Дорой. Завязался роман в письмах, но лишь через 10 лет Дора ответила ему согласием на брак.
После смерти отца в 1891 году вместе с матерью и сестрой переехала в Митаву к старшему брату Янису.
Обучалась медицине в 1892—1897 в университетах Цюриха и Монпелье, была первой латышкой, которая училась в Швейцарии на врача.
В Цюрихе подружилась с социал-демократами, активно участвовала в политической жизни. Убедила жениха Петра Стучку, что его истинное призвание — быть борцом за народное счастье. Вместе с ним и братом приняла участие в работе III конгресса Второго Интернационала в Цюрихе (1893), который открывал Фридрих Энгельс.
После возвращения на родину сотрудничала с газетой «Dienas Lapa» (1897).
В 1899 году после ареста и суда, вместе с мужем П. Стучкой, жила в Витебске, затем в ссылке в Слободском (Вятская губерния).
После освобождения мужа в 1903—1906 жила в Витебске, а после революции 1905 года им разрешили вернуться в Ригу. С 1907 года — в Санкт-Петербурге.
После того как в декабре 1918 года её муж П. Стучка стал председателем Советского правительства Латвии, вновь переехала в Ригу. С 1920 жила в Москве. После окончания Великой Отечественной войны вернулась в Ригу.
Умерла в 1950 году. Похоронена на рижском кладбище Райниса.
Перевела с немецкого языка труды «Женщина и социализм» Августа Бебеля и «Развитие социализма от утопии к науке» Фридриха Энгельса.